# 287 год до н. э.

## События
- Консулы Марк Клавдий Марцелл (плебей) и Гай Навтий Рутил (патриций).
- Сецессия плебеев на Яникульском холме.
- Диктатор (№ 66) Квинт Гортензий (плебей). (286) — Гортензий провёл закон о трибутных комициях (повторяющий закон 449 года до н. э.). Смерть Кв. Гортензия в должности.
- Деметрий I Полиоркет бежал в Кассандрию. Фила выпила яд и умерла. Деметрий уехал в Грецию. Фиванцам он даровал их прежнее государственное устройство, а Афины, которые отложились от него, подверг жестокой осаде. Затем он посадил остатки войска на суда и отплыл в Азию, чтобы отнять у Лисимаха Карию и Лидию.
- 287—285 — Царь Македонии Пирр I (Эпирский).

## Родились
Архимед